# Bazet
Bazet est une commune française située dans le nord du département des Hautes-Pyrénées, en région Occitanie. Sur le plan historique et culturel, la commune est de l’ancien comté de Bigorre, comté historique des Pyrénées françaises et de Gascogne.
Exposée à un climat océanique altéré, elle est drainée par l'Adour et par un autre cours d'eau. La commune possède un patrimoine naturel remarquable : un site Natura 2000 (la « vallée de l'Adour ») et deux zones naturelles d'intérêt écologique, faunistique et floristique.
Bazet est une commune rurale qui compte 1 877 habitants en 2022, après avoir connu une forte hausse de la population depuis 1962. Elle fait partie de l'aire d'attraction de Tarbes. Ses habitants sont appelés les Bazétois ou  Bazétoises.

## Géographie

### Localisation
La commune de Bazet se trouve dans le département des Hautes-Pyrénées, en région Occitanie.
Elle se situe à 7 km à vol d'oiseau de Tarbes, préfecture du département, et à 4 km de Bordères-sur-l'Échez, bureau centralisateur du canton de Bordères-sur-l'Échez dont dépend la commune depuis 2015 pour les élections départementales.
La commune fait en outre partie du bassin de vie de Tarbes.
Les communes les plus proches sont : 
Aurensan (1,9 km), Bours (2,0 km), Oursbelille (3,2 km), Andrest (3,2 km), Sarniguet (3,2 km), Gayan (3,4 km), Chis (3,6 km), Orleix (3,7 km).
Sur le plan historique et culturel, Bazet fait partie de l’ancien comté de Bigorre, comté historique des Pyrénées françaises et de Gascogne créé au IXe siècle puis rattaché au domaine royal en 1302, inclus ensuite au comté de Foix en 1425 puis une nouvelle fois rattaché au royaume de France en 1607. La commune est dans le pays de Tarbes et de la Haute Bigorre.
|             | Andrest              | Aurensan |
| Oursbelille | Bazet                |          |
|             | Bordères-sur-l'Échez | Bours    |

### Hydrographie

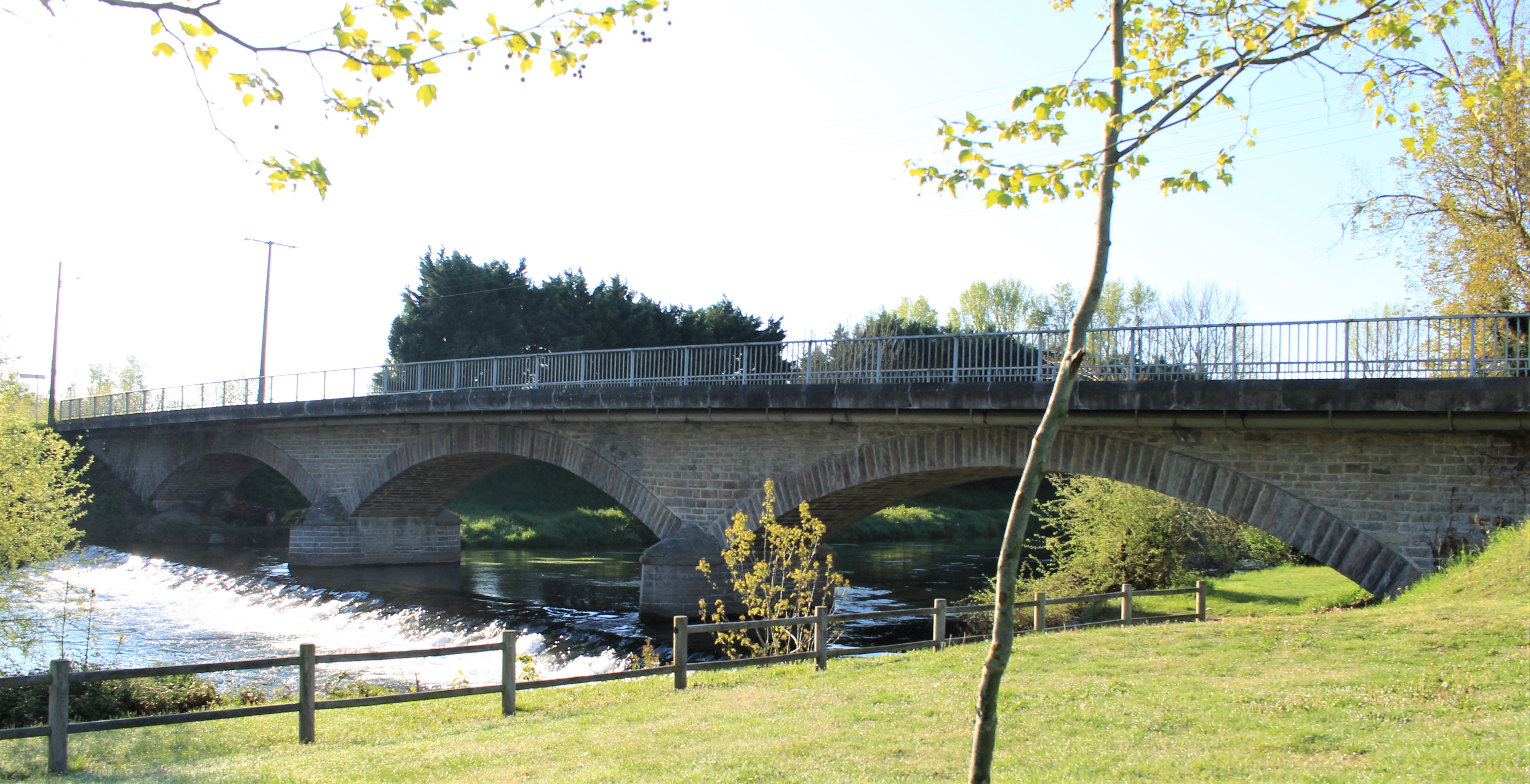
L’Adour traversant Bazet.

La commune est dans le bassin de l'Adour, au sein du bassin hydrographique Adour-Garonne. Elle est drainée par l'Adour et par un petit cours d'eau, constituant un réseau hydrographique de 2 km de longueur totale,.
L'Adour, d'une longueur totale de 308,8 km, se forme dans la vallée de Campan en Haute-Bigorre de la réunion de trois torrents : l'Adour de Payolle, l'Adour de Gripp et l'Adour de Lesponne et s'écoule du sud vers le nord. Il traverse la commune et se jette dans le golfe de Gascogne à Anglet, après avoir traversé 118 communes.

### Climat
Le climat est tempéré de type océanique, en raison de l'influence proche de l'océan Atlantique situé à peu près 150 km plus à l'ouest. La proximité des Pyrénées fait que la commune profite d'un effet de foehn, il peut aussi y neiger en hiver, même si cela reste inhabituel.
| Mois                              | jan.  | fév.  | mars  | avril | mai   | juin  | jui.  | août  | sep.  | oct.  | nov.  | déc.  | année   |
| --------------------------------- | ----- | ----- | ----- | ----- | ----- | ----- | ----- | ----- | ----- | ----- | ----- | ----- | ------- |
| Température minimale moyenne (°C) | 0,6   | 1,3   | 2,7   | 5,2   | 8,3   | 11,6  | 14,1  | 13,9  | 11,7  | 8     | 3,6   | 1,3   | 6,9     |
| Température moyenne (°C)          | 5,3   | 6,1   | 7,8   | 10    | 13,3  | 16,7  | 19,3  | 19    | 17,2  | 13,3  | 8,5   | 5,8   | 11,9    |
| Température maximale moyenne (°C) | 9,9   | 11    | 12,9  | 14,8  | 18,3  | 21,7  | 24,5  | 24    | 22,6  | 18,6  | 13,4  | 10,4  | 16,8    |
| Ensoleillement (h)                | 108,8 | 118,8 | 155,6 | 157,2 | 181,3 | 191,5 | 215,5 | 196,4 | 194,5 | 164,4 | 124,4 | 104,4 | 1 912,8 |
| Précipitations (mm)               | 112,8 | 97,5  | 100,2 | 105,7 | 113,6 | 80,7  | 57,3  | 70,3  | 71    | 85,2  | 93    | 112,1 | 1 099,4 |

### Milieux naturels et biodiversité

#### Réseau Natura 2000

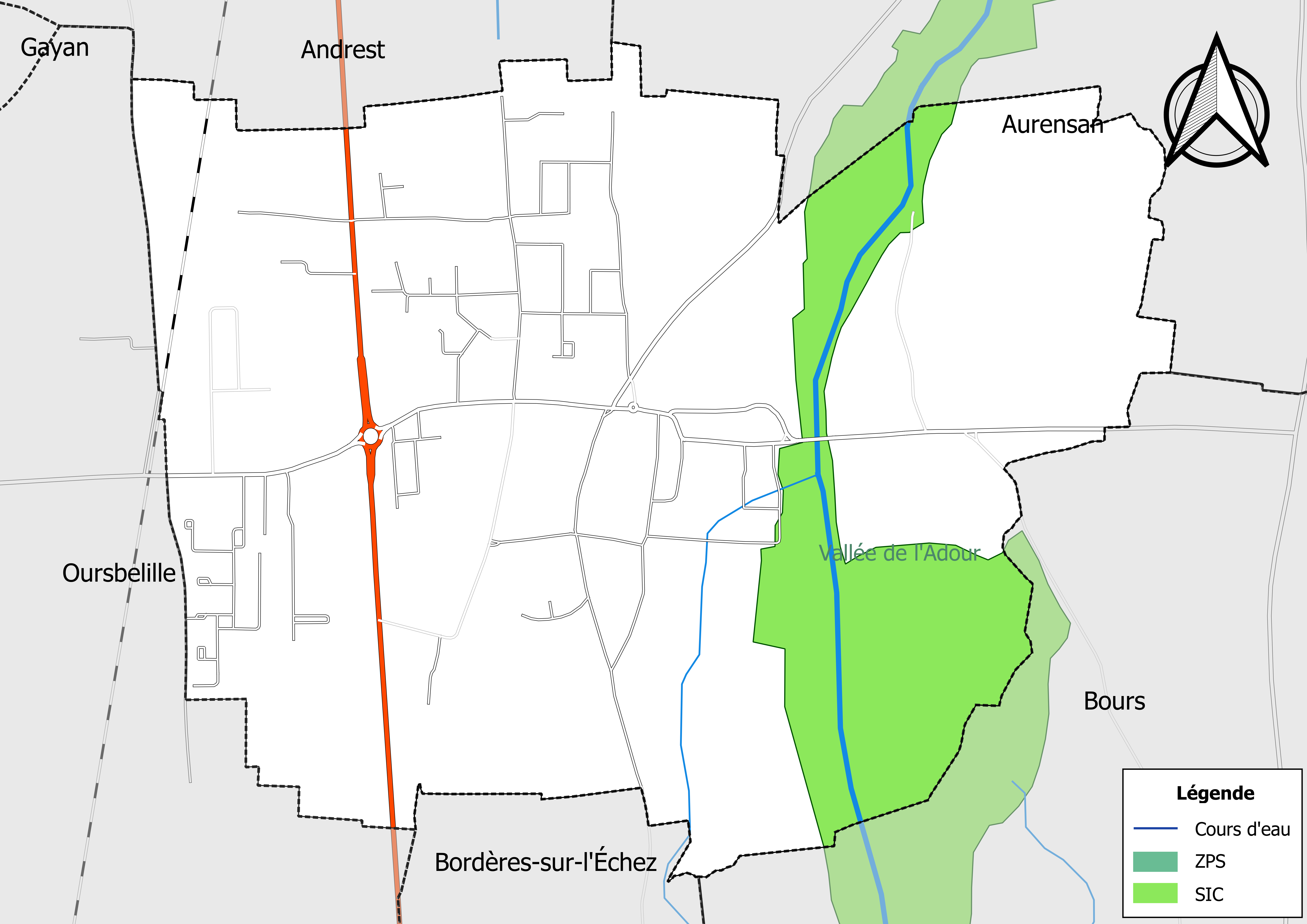
Site Natura 2000 sur le territoire communal.

Le réseau Natura 2000 est un réseau écologique européen de sites naturels d'intérêt écologique élaboré à partir des Directives « Habitats » et « Oiseaux », constitué de zones spéciales de conservation (ZSC) et de zones de protection spéciale (ZPS).
Un site Natura 2000 a été défini sur la commune au titre de la « directive Habitats » : la « vallée de l'Adour », d'une superficie de 2 694 ha, un espace où les habitats terrestres et aquatiques abritent une flore et une faune remarquable et diversifiée, avec la présence de la Loutre et de la Cistude d'Europe.

#### Zones naturelles d'intérêt écologique, faunistique et floristique
L’inventaire des zones naturelles d'intérêt écologique, faunistique et floristique (ZNIEFF) a pour objectif de réaliser une couverture des zones les plus intéressantes sur le plan écologique, essentiellement dans la perspective d’améliorer la connaissance du patrimoine naturel national et de fournir aux différents décideurs un outil d’aide à la prise en compte de l’environnement dans l’aménagement du territoire.
Une ZNIEFF de type 1 est recensée sur la commune :
« l'Adour, de Bagnères à Barcelonne-du-Gers » (2 786 ha), couvrant 59 communes dont 18 dans le Gers, une dans les Landes et 40 dans les Hautes-Pyrénées et une ZNIEFF de type 2, : 
l'« Adour et milieux annexes » (3 634 ha), couvrant 60 communes dont 18 dans le Gers, une dans les Landes et 41 dans les Hautes-Pyrénées.

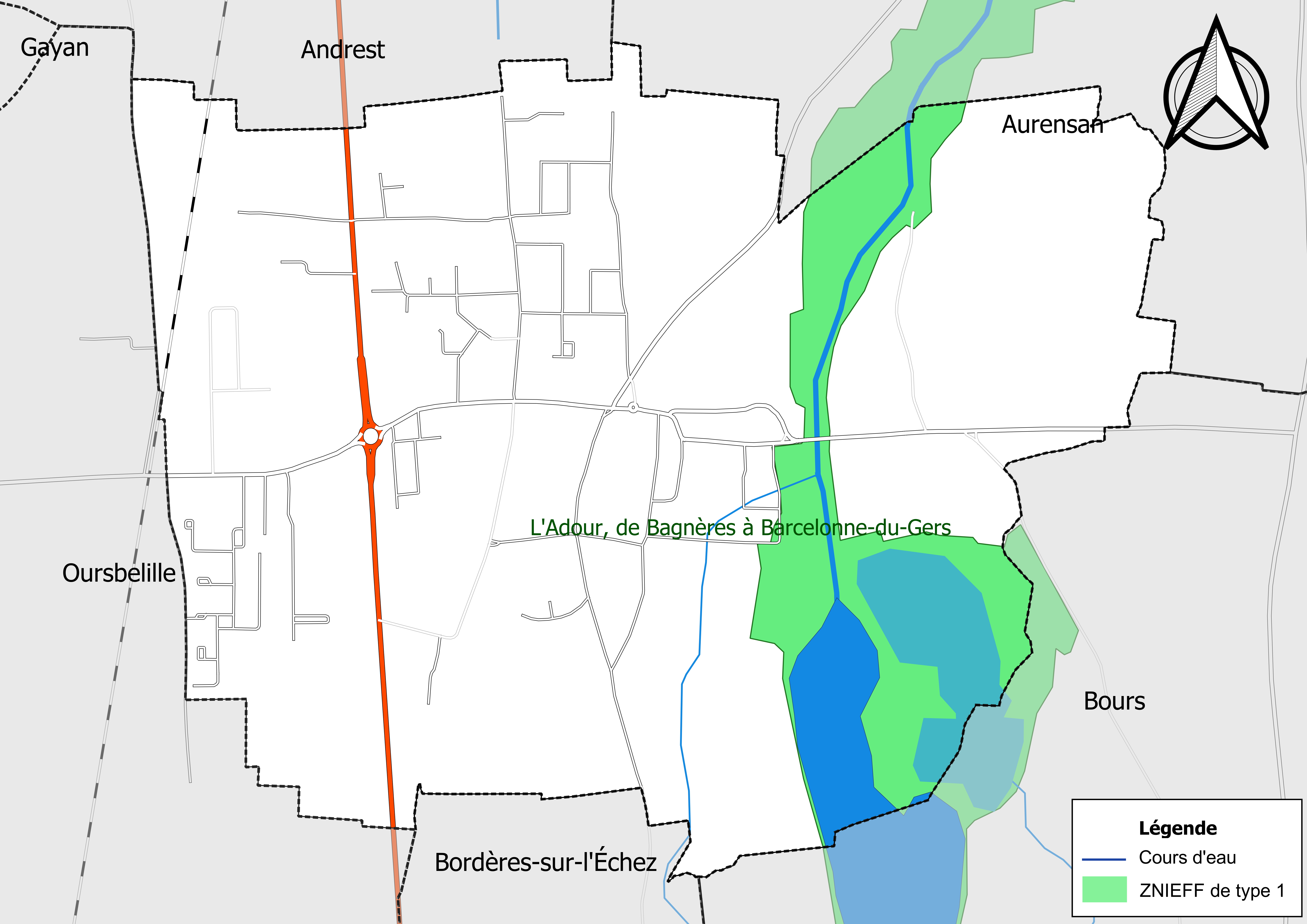
Carte de la ZNIEFF de type 1 sur la commune.
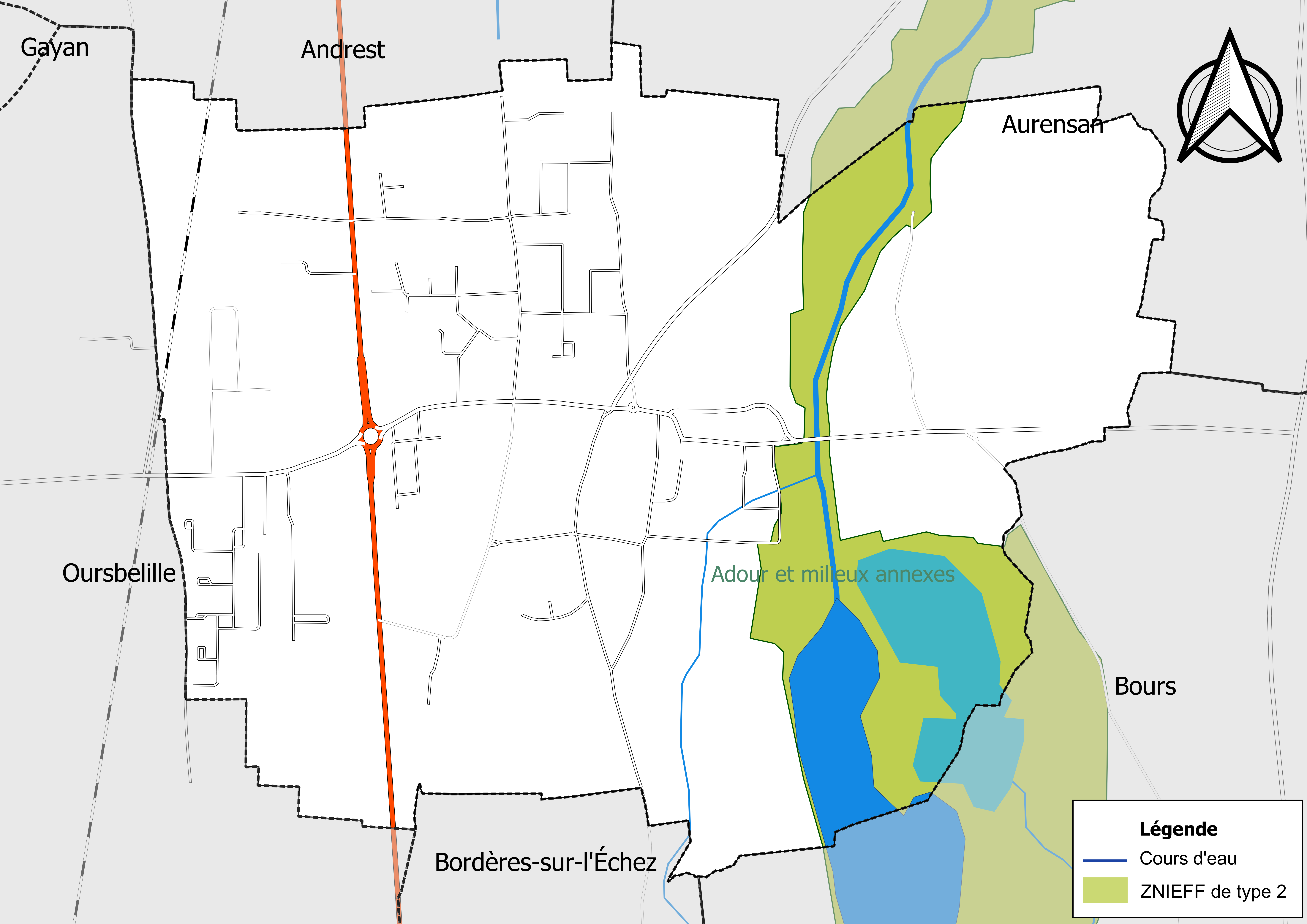
Carte de la ZNIEFF de type 2 sur la commune.

## Urbanisme

### Typologie
Au 1er janvier 2024, Bazet est catégorisée bourg rural, selon la nouvelle grille communale de densité à sept niveaux définie par l'Insee en 2022.
Elle est située hors unité urbaine. Par ailleurs la commune fait partie de l'aire d'attraction de Tarbes, dont elle est une commune de la couronne,. Cette aire, qui regroupe 153 communes, est catégorisée dans les aires de 50 000 à moins de 200 000 habitants,.

### Occupation des sols
L'occupation des sols de la commune, telle qu'elle ressort de la base de données européenne d’occupation biophysique des sols Corine Land Cover (CLC), est marquée par l'importance des territoires artificialisés (47,1 % en 2018), en augmentation par rapport à 1990 (36 %). La répartition détaillée en 2018 est la suivante : 
zones urbanisées (47,1 %), prairies (17,3 %), terres arables (14,3 %), eaux continentales (7,6 %), zones agricoles hétérogènes (7,4 %), forêts (6,3 %).
L'IGN met par ailleurs à disposition un outil en ligne permettant de comparer l’évolution dans le temps de l’occupation des sols de la commune (ou de territoires à des échelles différentes). Plusieurs époques sont accessibles sous forme de cartes ou photos aériennes : la carte de Cassini (XVIIIe siècle), la carte d'état-major (1820-1866) et la période actuelle (1950 à aujourd'hui).

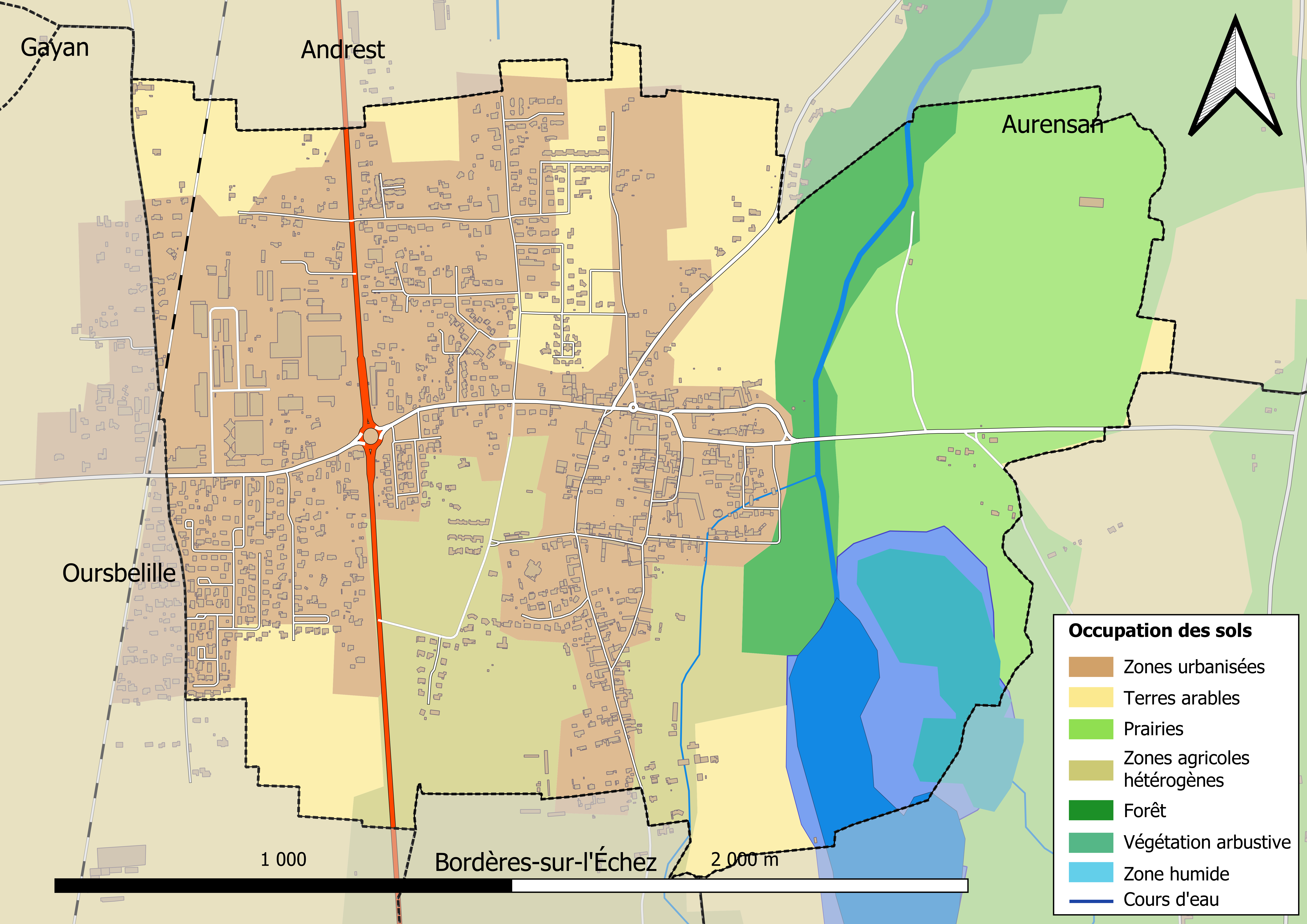
Carte des infrastructures et de l'occupation des sols en 2018 (CLC) de la commune.
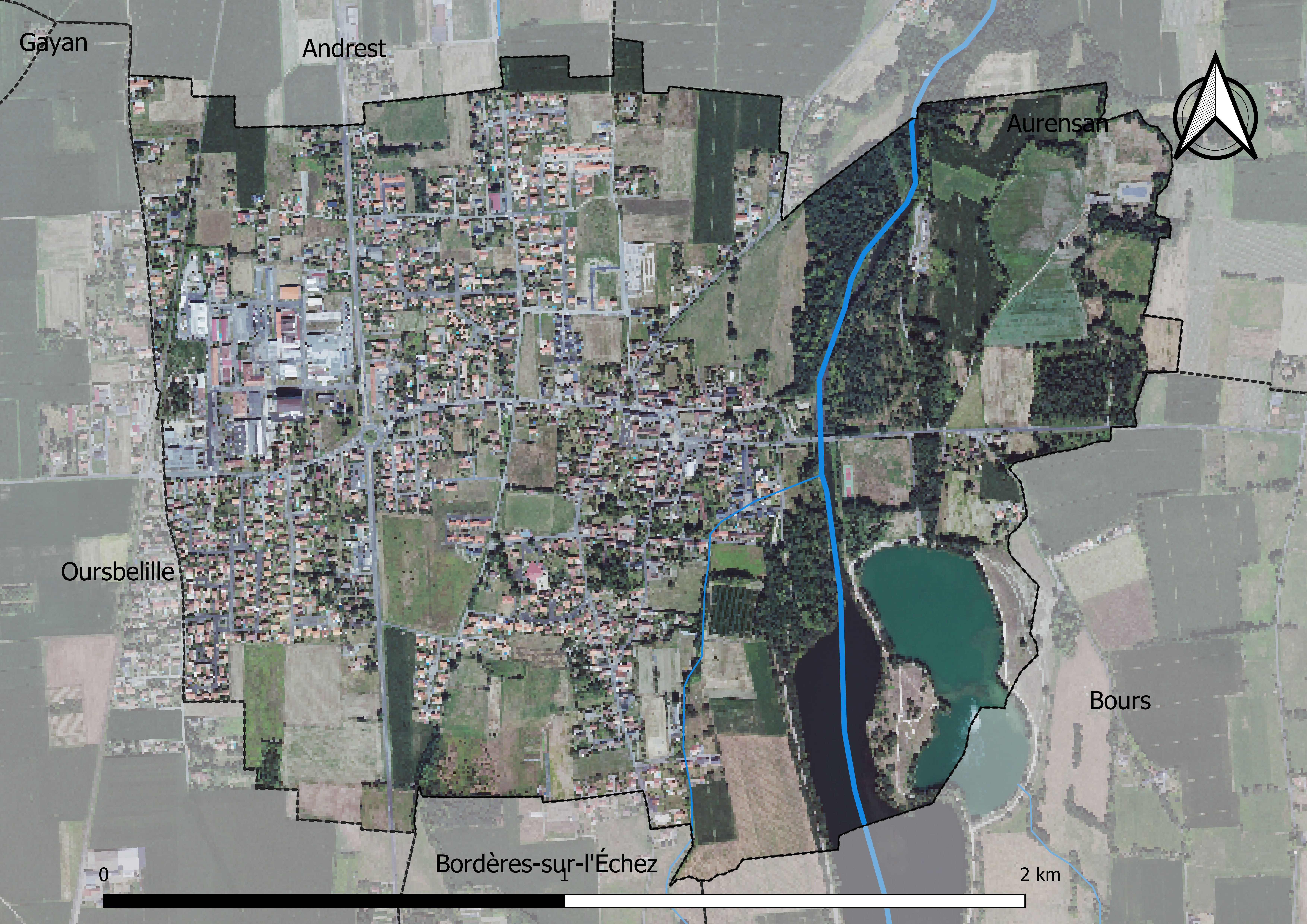
Carte orthophotogrammétrique de la commune.

### Logement
En 2012, le nombre total de logements dans la commune est de 725.

Parmi ces logements, 95.0  % sont des résidences principales, 0.2  % des résidences secondaires et  4.8  % des logements vacants.

### Voies de communication et transports
Cette commune est desservie par la route départementale D 935 et par les routes départementales D 53 et D 93.

### Risques majeurs
Le territoire de la commune de Bazet est vulnérable à différents aléas naturels : météorologiques (tempête, orage, neige, grand froid, canicule ou sécheresse), inondations, mouvements de terrains et séisme (sismicité modérée). Il est également exposé à un risque technologique,  le transport de matières dangereuses. Un site publié par le BRGM permet d'évaluer simplement et rapidement les risques d'un bien localisé soit par son adresse soit par le numéro de sa parcelle.

#### Risques naturels
Certaines parties du territoire communal sont susceptibles d’être affectées par le risque d’inondation par débordement de cours d'eau, notamment l'Adour. La cartographie des zones inondables en ex-Midi-Pyrénées réalisée dans le cadre du XIe Contrat de plan État-région, visant à informer les citoyens et les décideurs sur le risque d’inondation, est accessible sur le site de la DREAL Occitanie. La commune a été reconnue en état de catastrophe naturelle au titre des dommages causés par les inondations et coulées de boue survenues en 1982, 1999 et 2009,.
Bazet est exposée au risque de feu de forêt. Un plan départemental de protection des forêts contre les incendies a été approuvé par arrêté préfectoral le 21 avril 2020 pour la période 2020-2029. Le précédent couvrait la période 2007-2017. L’emploi du feu est régi par deux types de réglementations. D’abord le code forestier et l’arrêté préfectoral du 27 octobre 2014, qui réglementent l’emploi du feu à moins de 200 m des espaces naturels combustibles sur l’ensemble du département. Ensuite celle établie dans le cadre de la lutte contre la pollution de l’air, qui interdit le brûlage des déchets verts des particuliers. L’écobuage est quant à lui réglementé dans le cadre de commissions locales d’écobuage (CLE).

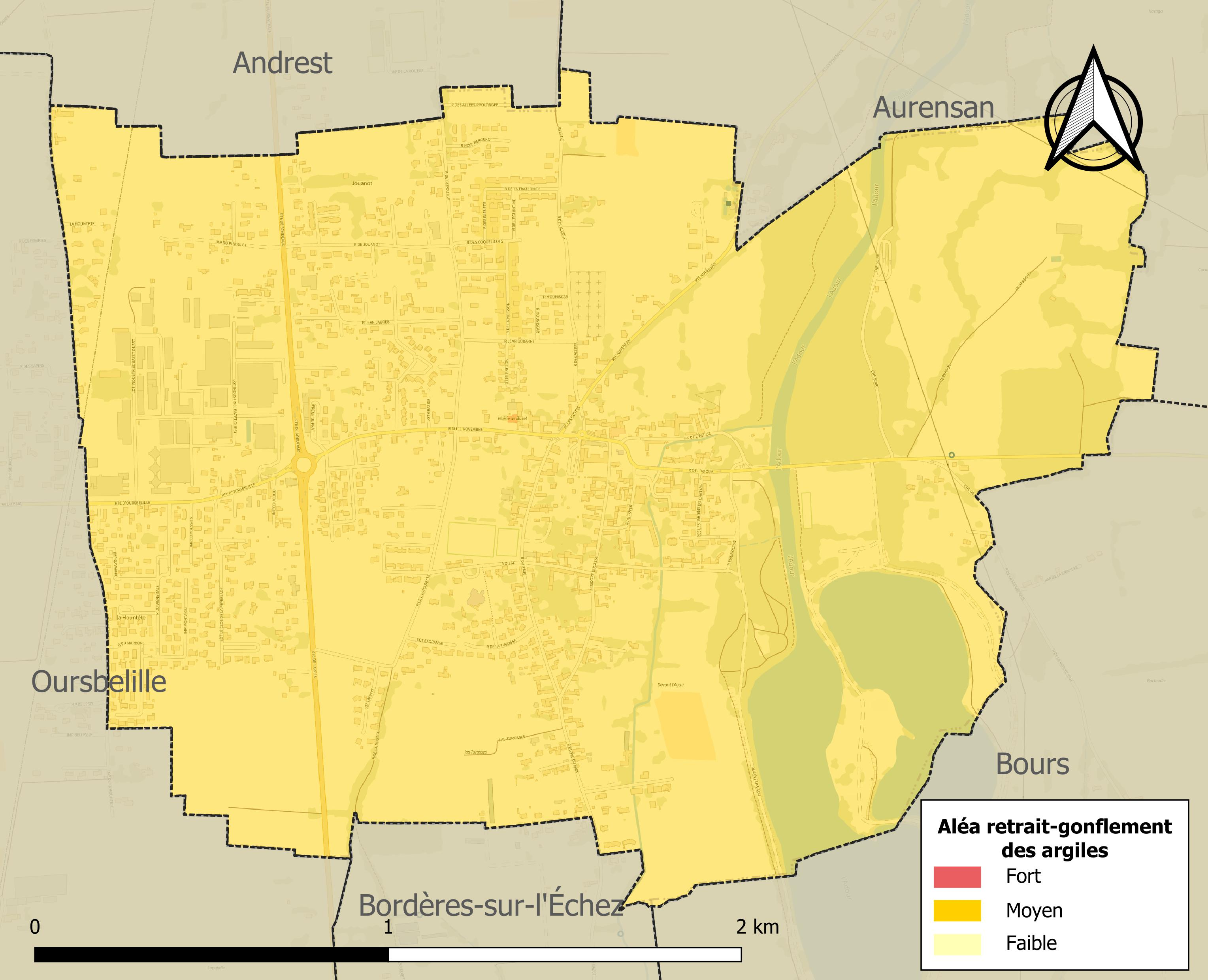
Carte des zones d'aléa retrait-gonflement des sols argileux de Bazet.

Les mouvements de terrains susceptibles de se produire sur la commune sont des tassements différentiels.
Le retrait-gonflement des sols argileux est susceptible d'engendrer des dommages importants aux bâtiments en cas d’alternance de périodes de sécheresse et de pluie. La totalité de la commune est en aléa moyen ou fort (44,5 % au niveau départemental et 48,5 % au niveau national). Sur les 753 bâtiments dénombrés sur la commune en 2019, 753 sont en aléa moyen ou fort, soit 100 %, à comparer aux 75 % au niveau départemental et 54 % au niveau national. Une cartographie de l'exposition du territoire national au retrait gonflement des sols argileux est disponible sur le site du BRGM,.
Par ailleurs, afin de mieux appréhender le risque d’affaissement de terrain, l'inventaire national des cavités souterraines permet de localiser celles situées sur la commune.
Concernant les mouvements de terrains, la commune a été reconnue en état de catastrophe naturelle au titre des dommages causés par la sécheresse en 2003 et par des mouvements de terrain en 1999.

#### Risque technologique
Le risque de transport de matières dangereuses sur la commune est lié à sa traversée par une ligne de chemin de fer et une canalisation de transport d'hydrocarbures. Un accident se produisant sur de telles infrastructures est susceptible d’avoir des effets graves sur les biens, les personnes ou l'environnement, selon la nature du matériau transporté. Des dispositions d’urbanisme peuvent être préconisées en conséquence.

## Toponymie

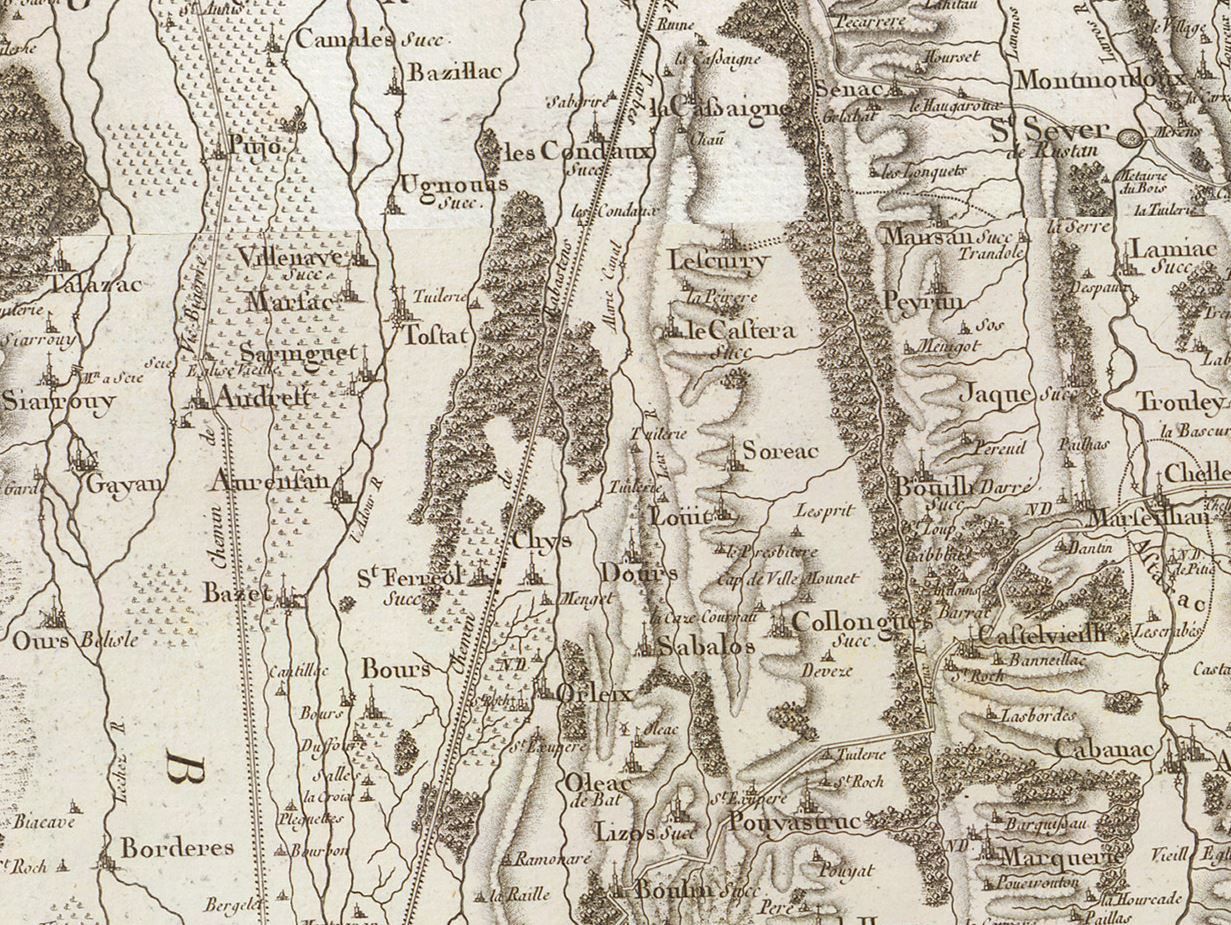
Extrait de la carte de Cassini (entre 1756 et 1789) situant Bazet au nord de Tarbes

Potentielle référence à un antique dieu pyrénéen, Baeserte, ibéro-aquitain, comme au chemin du Bazert (Muret), mais avec amuïssement du [ʁ] avant le [t] prononcé, suivi d'une francisation en [bazɛ].
On trouvera les principales informations dans le Dictionnaire toponymique des communes des Hautes-Pyrénées de Michel Grosclaude et Jean-François Le Nail qui rapporte les dénominations historiques du village :
Dénominations historiques :
- Bazed, (1285, montre Bigorre) ;
- De Bazeto, latin (1342, pouillé de Tarbes ; 1379, procuration Tarbes) ;
- Baset, Vaset, (1429, censier de Bigorre) ;
- Bazet, (fin XVIIIe siècle, carte de Cassini).

Nom occitan : Badèth.

## Histoire

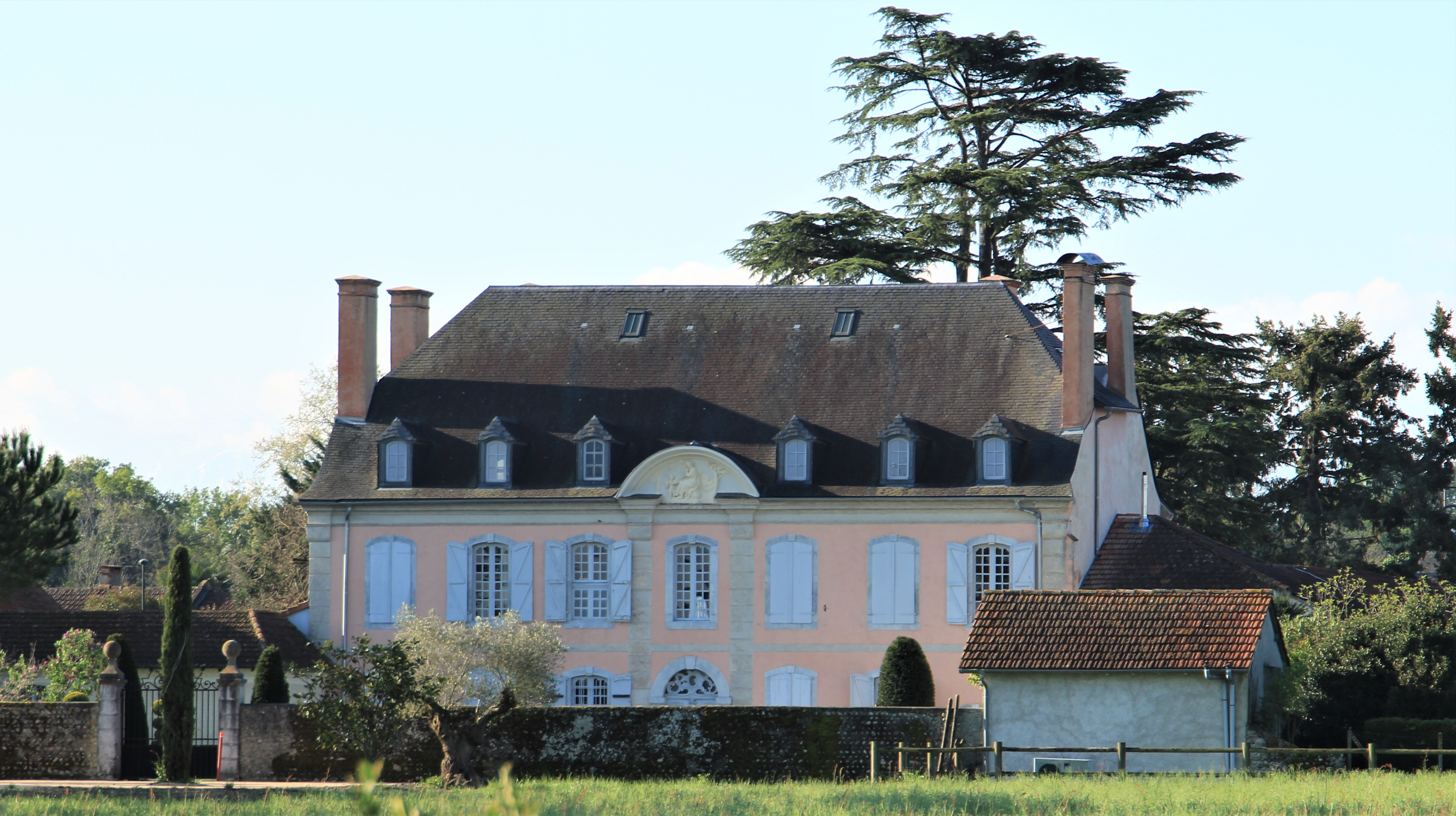
Le château en 2023.

### Cadastre napoléonien de Bazet
Le plan cadastral napoléonien de Bazet est consultable sur le site des archives départementales des Hautes-Pyrénées.

## Politique et administration

### Liste des maires
| Période                                  | Période  | Identité   | Étiquette | Qualité |
| ---------------------------------------- | -------- | ---------- | --------- | --- |
| Les données manquantes sont à compléter. |          |            |           | |
|                                          |          |            |           | |

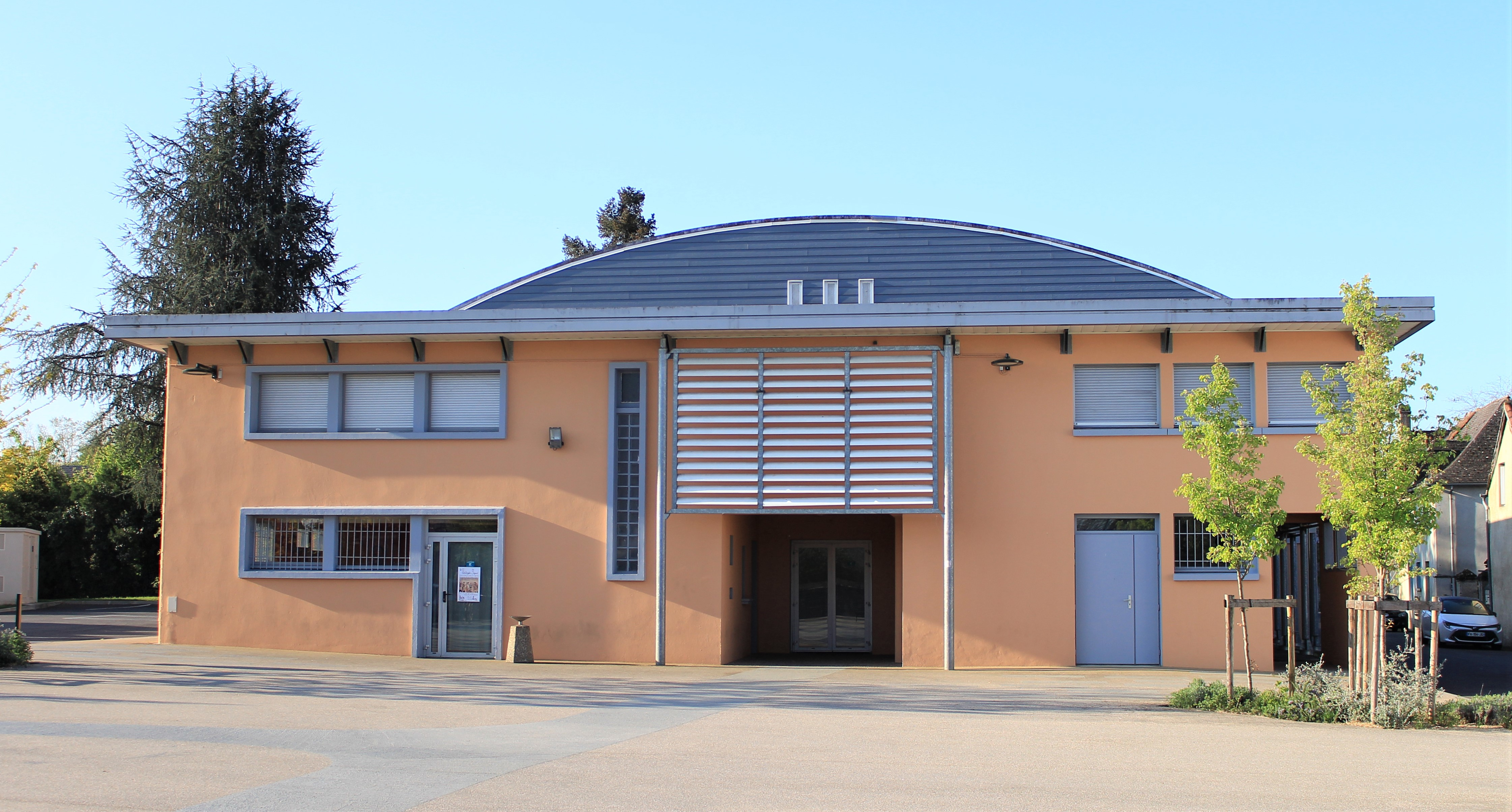
Le foyer rural en 2023.

| juin 1995                                | en cours | Jean Buron | PCF       | Conseiller général du canton de Bordères-sur-l'Échez (2011-2015) Conseiller départemental du canton de Bordères-sur-l'Échez depuis 2015 |

### Rattachements administratifs et électoraux

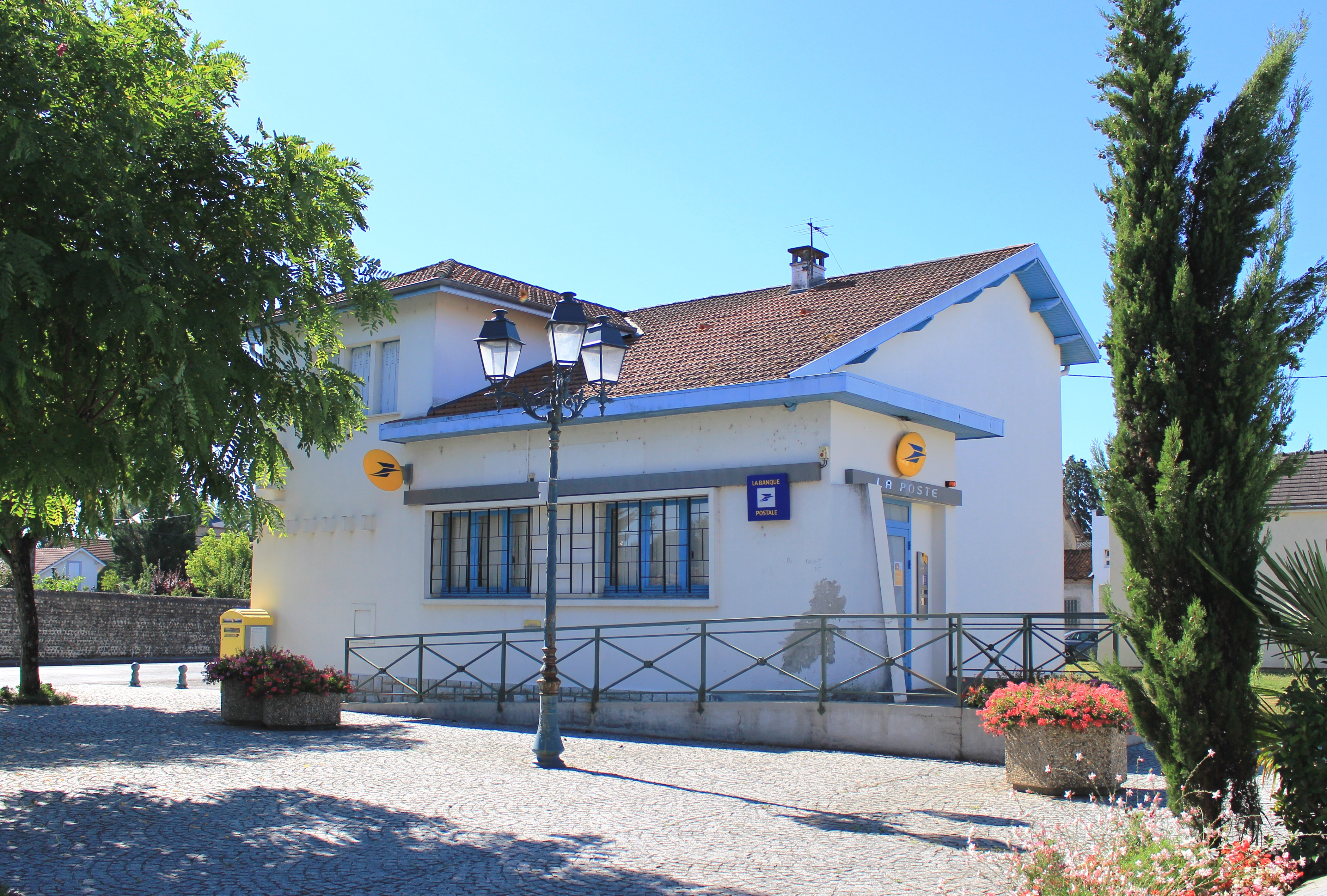
La Poste.

#### Historique administratif
Pays et sénéchaussée de Bigorre, quarteron de Tarbes, canton de Tarbes (1790), Tarbes-Nord (1801), d'Aureilhan (1973), de Bordères-sur-l'Échez en 1982.

#### Intercommunalité
Bazet appartient à la Communauté d'agglomération Tarbes-Lourdes-Pyrénées créée en janvier 2017 et qui réunit 86 communes.

### Services publics
La commune de Bazet dispose d'une agence postale.

## Population et société

### Démographie

#### Évolution démographique
L'évolution du nombre d'habitants est connue à travers les recensements de la population effectués dans la commune depuis 1793. Pour les communes de moins de 10 000 habitants, une enquête de recensement portant sur toute la population est réalisée tous les cinq ans, les populations de référence des années intermédiaires étant quant à elles estimées par interpolation ou extrapolation. Pour la commune, le premier recensement exhaustif entrant dans le cadre du nouveau dispositif a été réalisé en 2004.

En 2022, la commune comptait 1 877 habitants, en évolution de +9,77 % par rapport à 2016 (Hautes-Pyrénées : +1,59 %, France hors Mayotte : +2,11 %).
| 1793 | 1800 | 1806 | 1821 | 1831 | 1836 | 1841 | 1846 | 1851 |
| ---- | ---- | ---- | ---- | ---- | ---- | ---- | ---- | ---- |
| 390  | 321  | 473  | 531  | 555  | 559  | 568  | 580  | 579  |

| 1856 | 1861 | 1866 | 1876 | 1881 | 1886 | 1891 | 1896 | 1901 |
| ---- | ---- | ---- | ---- | ---- | ---- | ---- | ---- | ---- |
| 576  | 529  | 497  | 503  | 477  | 460  | 441  | 435  | 443  |

| 1906 | 1911 | 1921 | 1926 | 1931 | 1936 | 1946 | 1954 | 1962 |
| ---- | ---- | ---- | ---- | ---- | ---- | ---- | ---- | ---- |
| 445  | 421  | 409  | 469  | 524  | 636  | 673  | 789  | 834  |

| 1968 | 1975  | 1982  | 1990  | 1999  | 2004  | 2006  | 2009  | 2014  |
| ---- | ----- | ----- | ----- | ----- | ----- | ----- | ----- | ----- |
| 878  | 1 180 | 1 516 | 1 453 | 1 298 | 1 325 | 1 381 | 1 601 | 1 608 |

| 2019  | 2022  | - | - | - | - | - | - | - |
| ----- | ----- | - | - | - | - | - | - | - |
| 1 824 | 1 877 | - | - | - | - | - | - | - |

### Enseignement

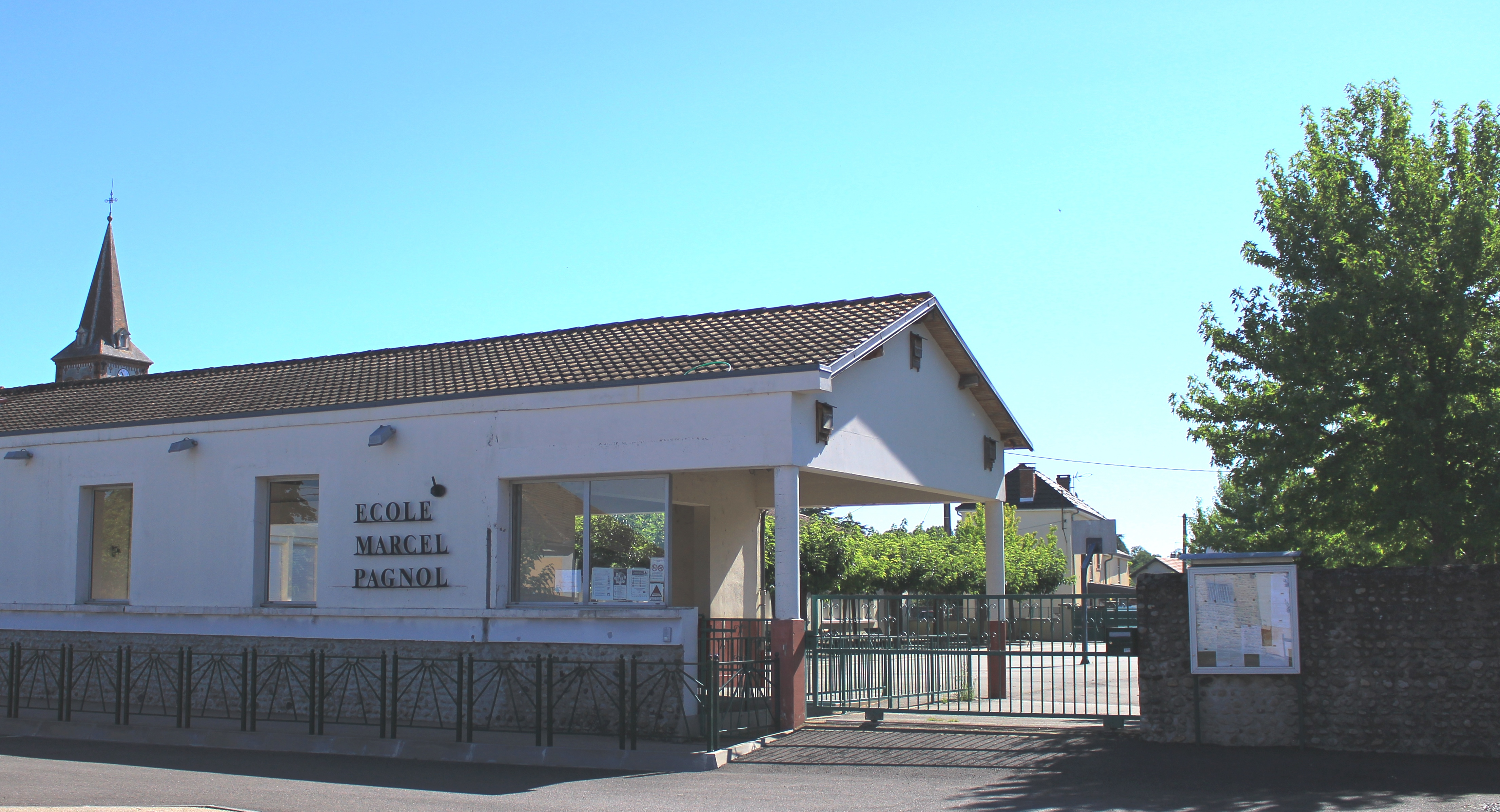
L’école élémentaire Marcel-Pagnol en 2019.

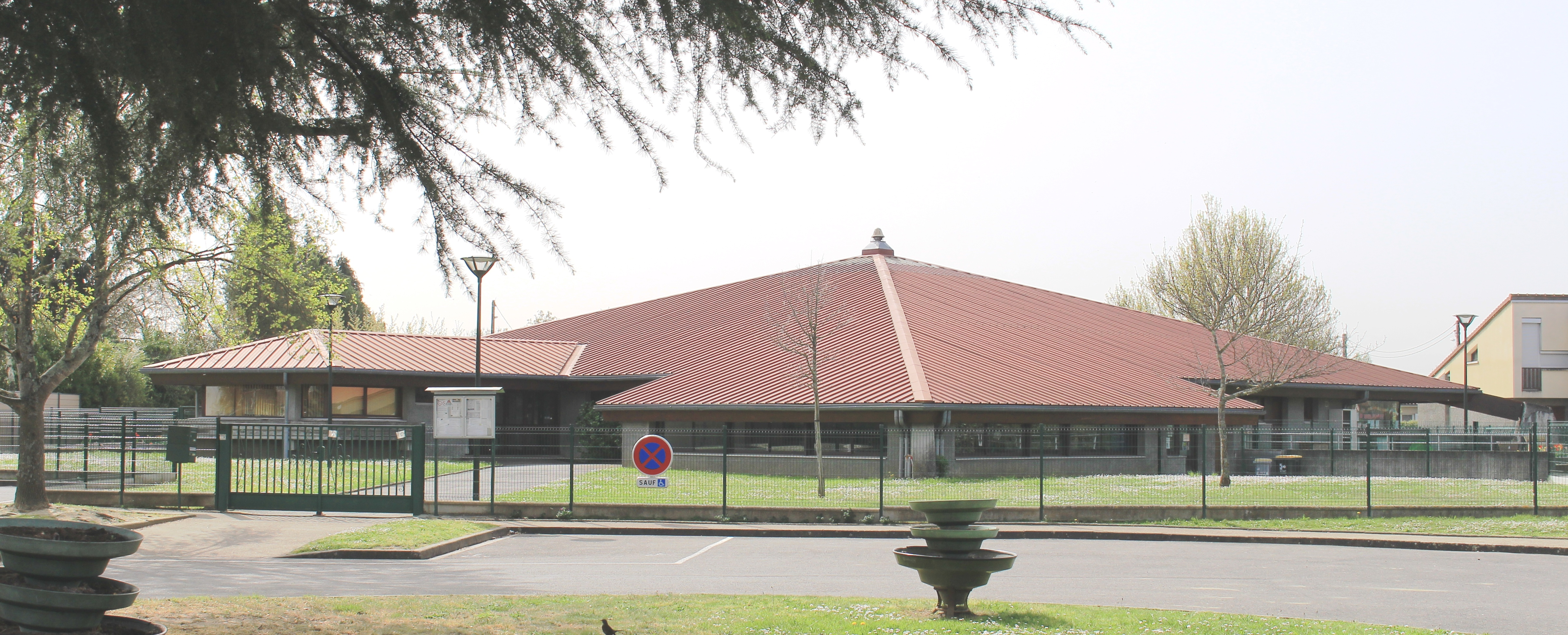
L’école maternelle Paul-Fort en 2021.

La commune dépend de l'académie de Toulouse. Elle dispose d’ écoles en 2017.
- École maternelle : Paul-Fort
- École élémentaire : Marcel-Pagnol

### Sports

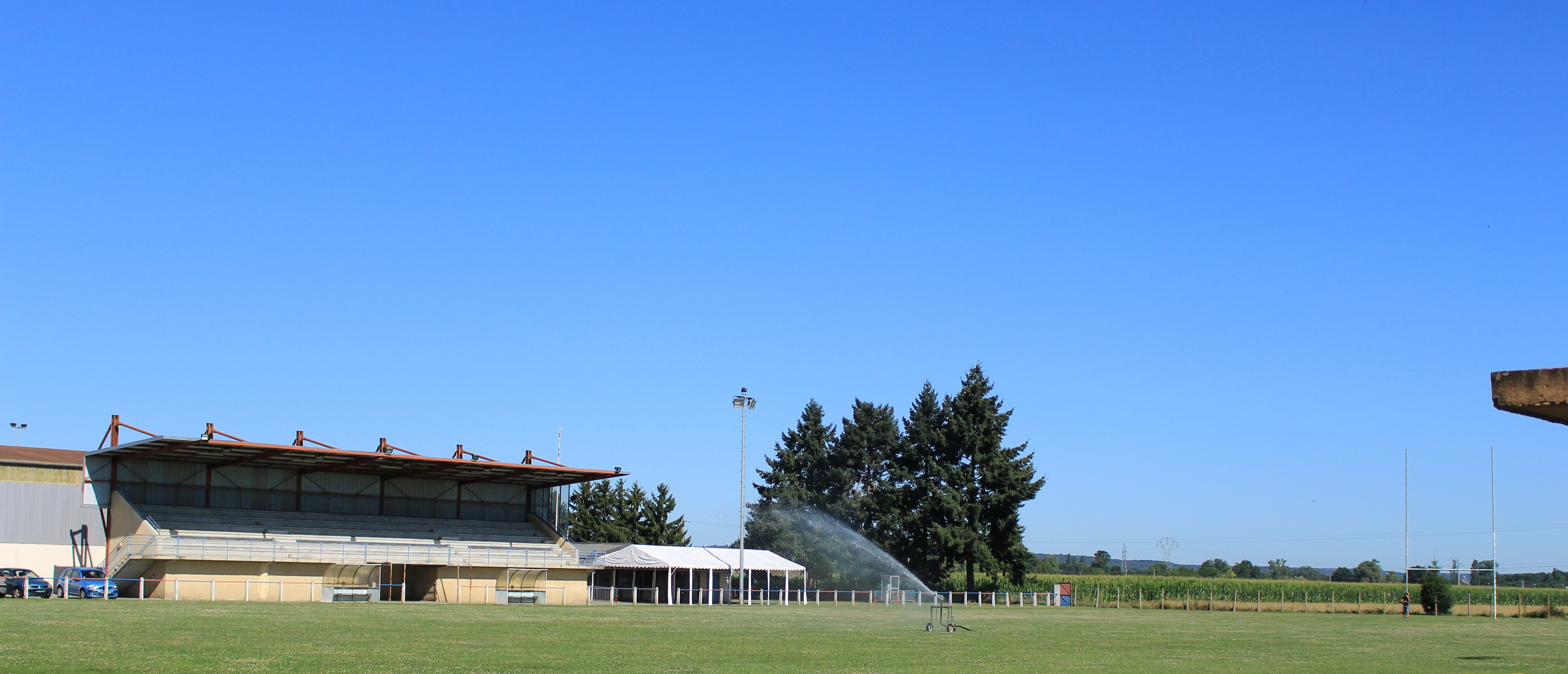
Le stade de rugby Léon-Audoubert en 2019.

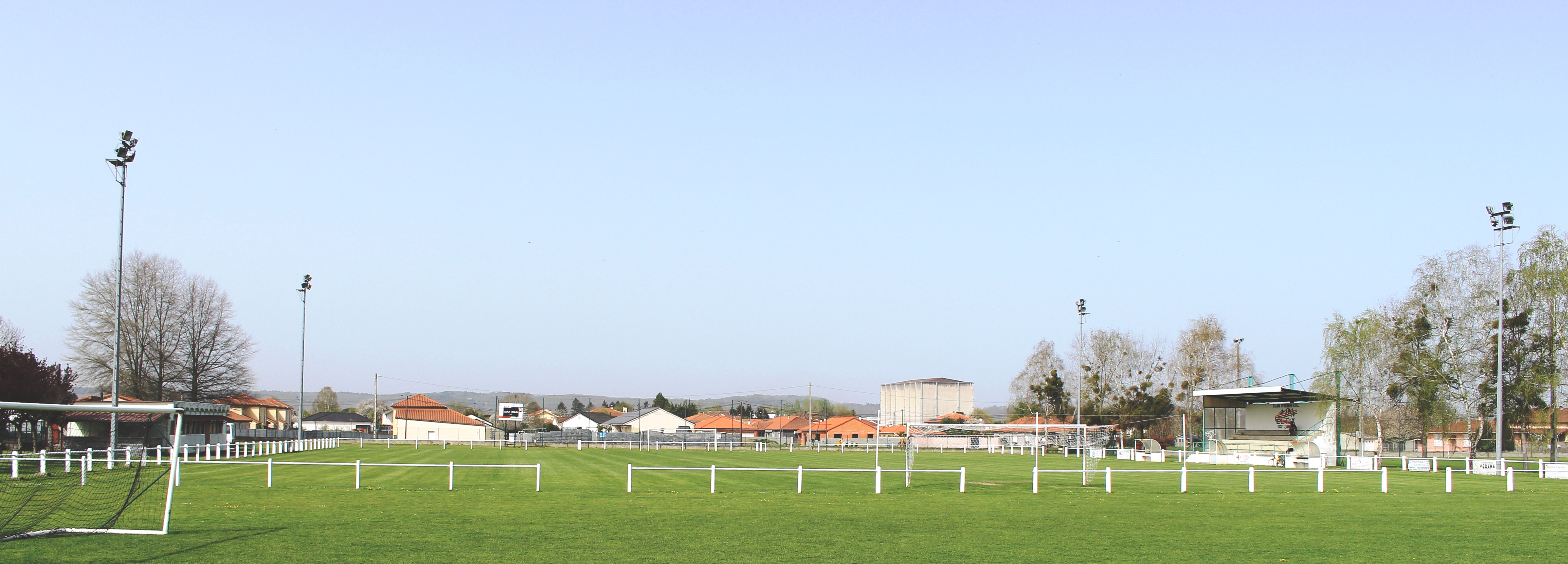
Le stade de football Armand-Habas en 2021.

- Club de rugby à XV, l'Entente Bazet-Andrest, évoluant en Championnat de France de 2e série.
- Le sentier de l'Adour passe sur la commune.

## Économie

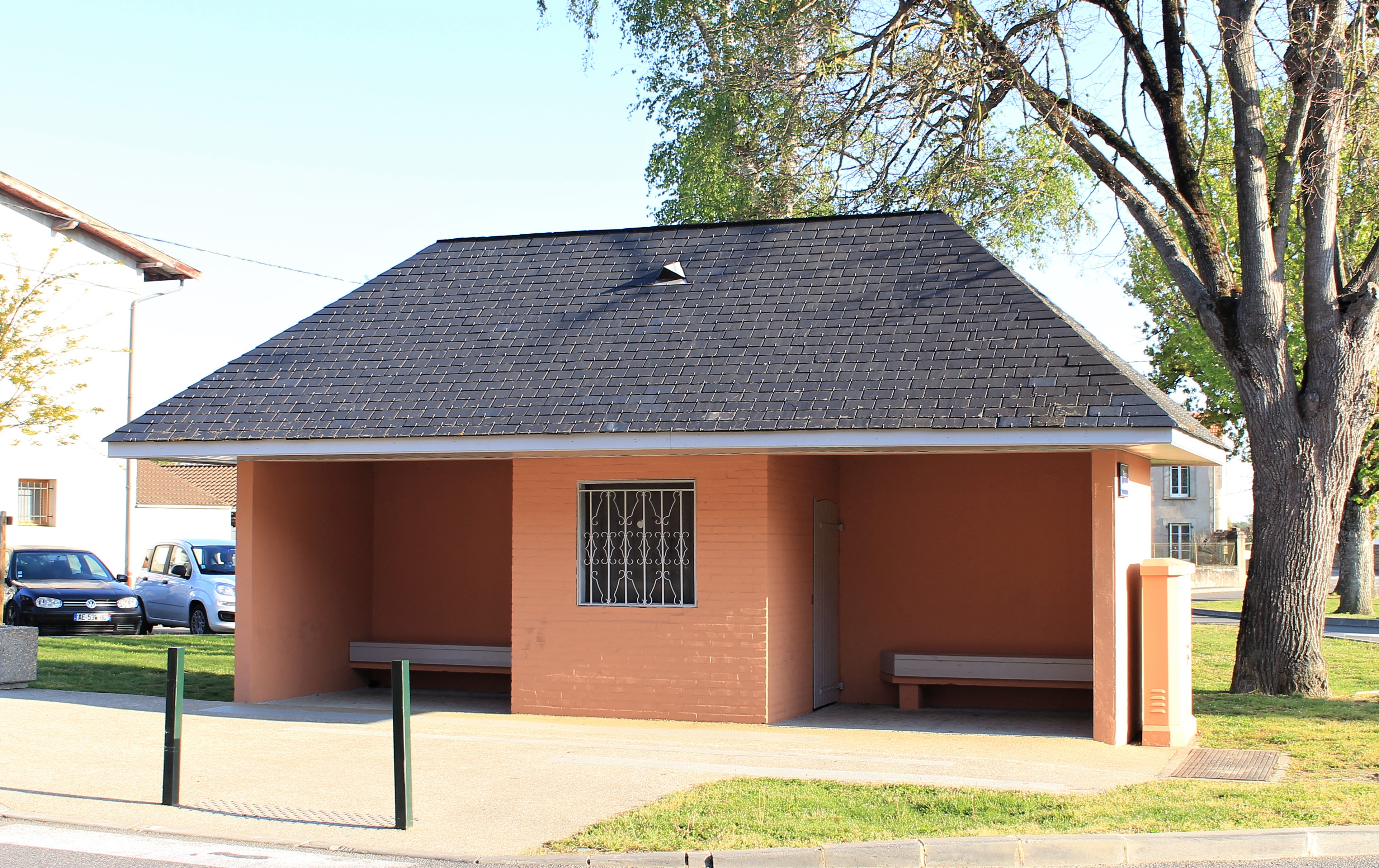
L'ancienne bascule en 2023.

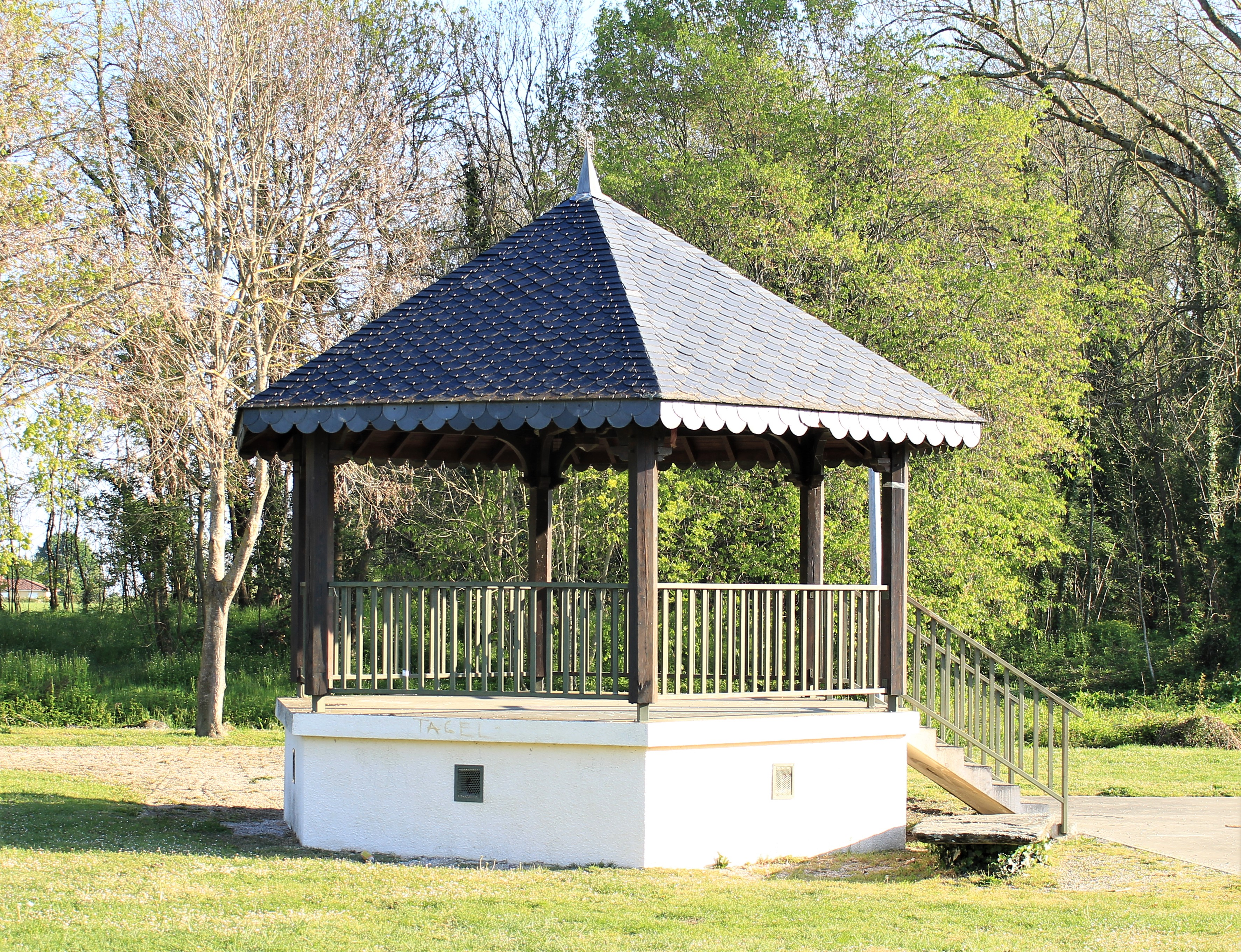
Le kiosque en 2023.

### Revenus
En 2018, la commune compte 775 ménages fiscaux, regroupant 1 756 personnes. La médiane du revenu disponible par unité de consommation est de 20 810 € (20 420 € dans le département).

### Emploi
|                | 2008  | 2013  | 2018  |
| -------------- | ----- | ----- | ----- |
| Commune        | 6,6 % | 9,3 % | 6,8 % |
| Département    | 7,7 % | 9,4 % | 9,8 % |
| France entière | 8,3 % | 10 %  | 10 %  |

En 2018, la population âgée de 15 à 64 ans s'élève à 970 personnes, parmi lesquelles on compte 75,3 % d'actifs (68,5 % ayant un emploi et 6,8 % de chômeurs) et 24,7 % d'inactifs,. Depuis 2008, le taux de chômage communal (au sens du recensement) des 15-64 ans est inférieur à celui de la France et du département.
La commune fait partie de la couronne de l'aire d'attraction de Tarbes, du fait qu'au moins 15 % des actifs travaillent dans le pôle,. Elle compte 582 emplois en 2018, contre 469 en 2013 et 558 en 2008. Le nombre d'actifs ayant un emploi résidant dans la commune est de 668, soit un indicateur de concentration d'emploi de 87,2 % et un taux d'activité parmi les 15 ans ou plus de 50,2 %.
Sur ces 668 actifs de 15 ans ou plus ayant un emploi, 70 travaillent dans la commune, soit 10 % des habitants. Pour se rendre au travail, 93,8 % des habitants utilisent un véhicule personnel ou de fonction à quatre roues, 0,6 % les transports en commun, 3,8 % s'y rendent en deux-roues, à vélo ou à pied et 1,8 % n'ont pas besoin de transport (travail au domicile).

### Activités
La société BOOSTEC a collaboré avec EADS Astrium pour fabriquer le télescope spatial Herschel, lancé le 14 mai 2009, ainsi que le banc optique et les miroirs du satellite d'astrométrie Gaia lancé fin 2013.

## Culture locale et patrimoine

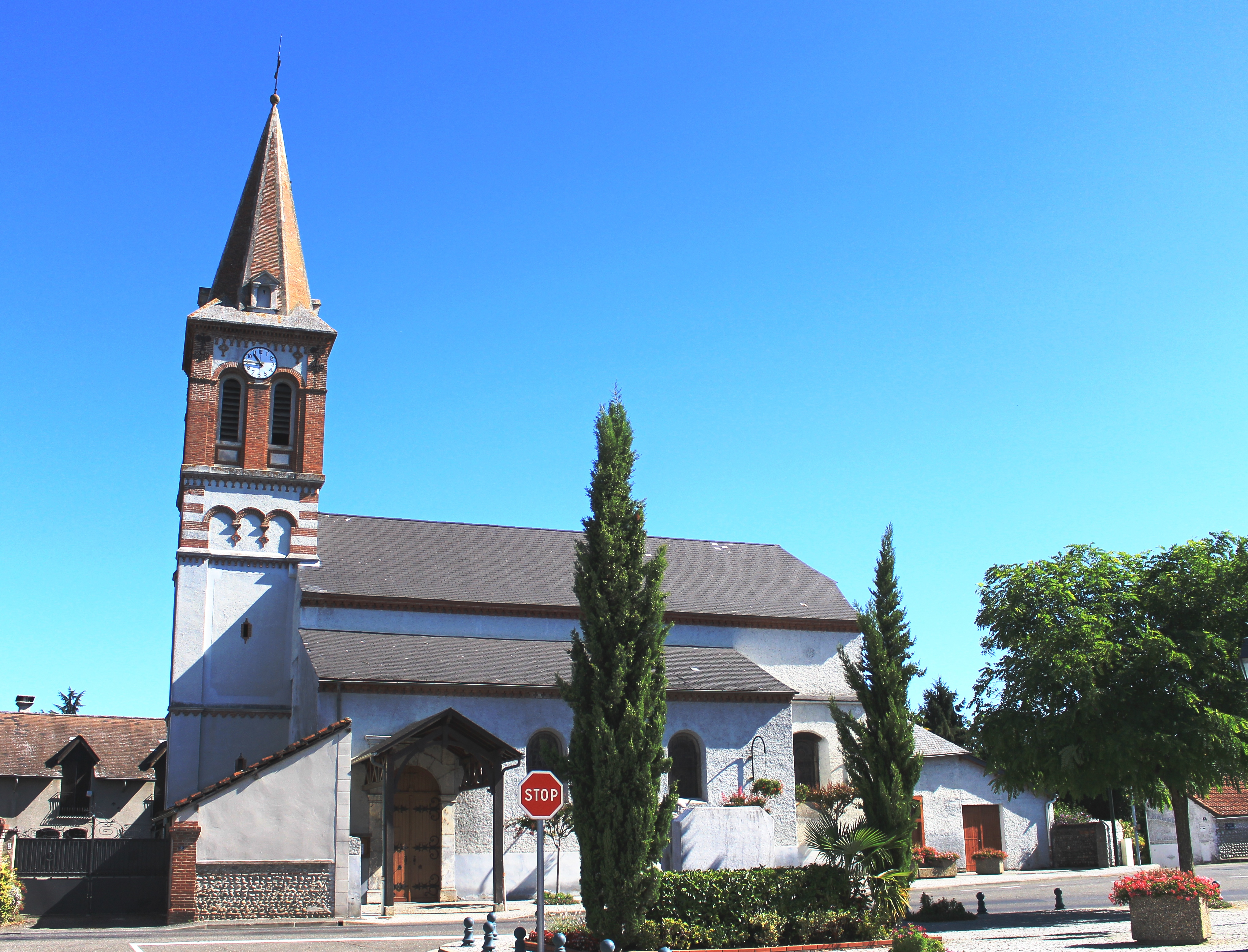
L'église Saint-Martin en 2019.

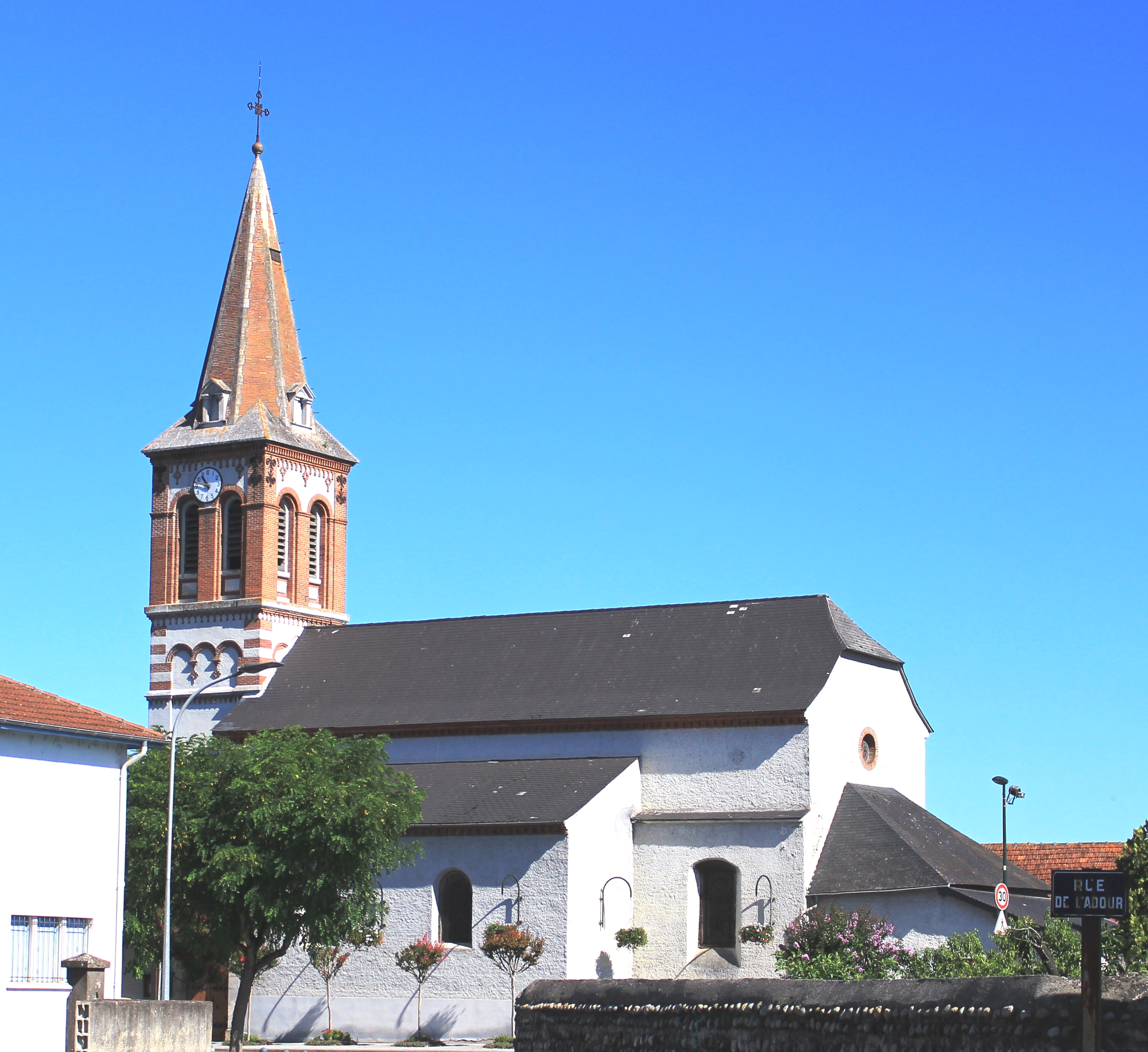

### Lieux et monuments
- Église Saint-Martin de Bazet.
- Manoir de Bazet - Il date du  XVIIIe siècle. Il est inscrit aux M.H depuis 1997 et 2000.

### Personnalités liées à la commune
- François Ducasse, quatrième des huit enfants de Bernard-Louis Ducasse, surnommé « Le professeur », cultivateur, est né à Bazet. Il était le père d'Isidore Ducasse dit « Comte de Lautréamont ». Sa mère était de Sarniguet. Isidore Ducasse a séjourné plusieurs fois dans sa famille de Bazet. Il est revenu à Tarbes à l'âge de treize ans et a fait ses études pendant six ans au Lycée impérial, aujourd'hui lycée Théophile-Gautier.

### Héraldique
| Blason | Blasonnement : D'azur au dextrochère alèsé, armé d'argent tenant deux clefs du même passées en sautoir, celle en bande sommée d'une corneille de sable. Commentaires : blason officiel vérifié auprès de la mairie. |